# Haus zum Sternen

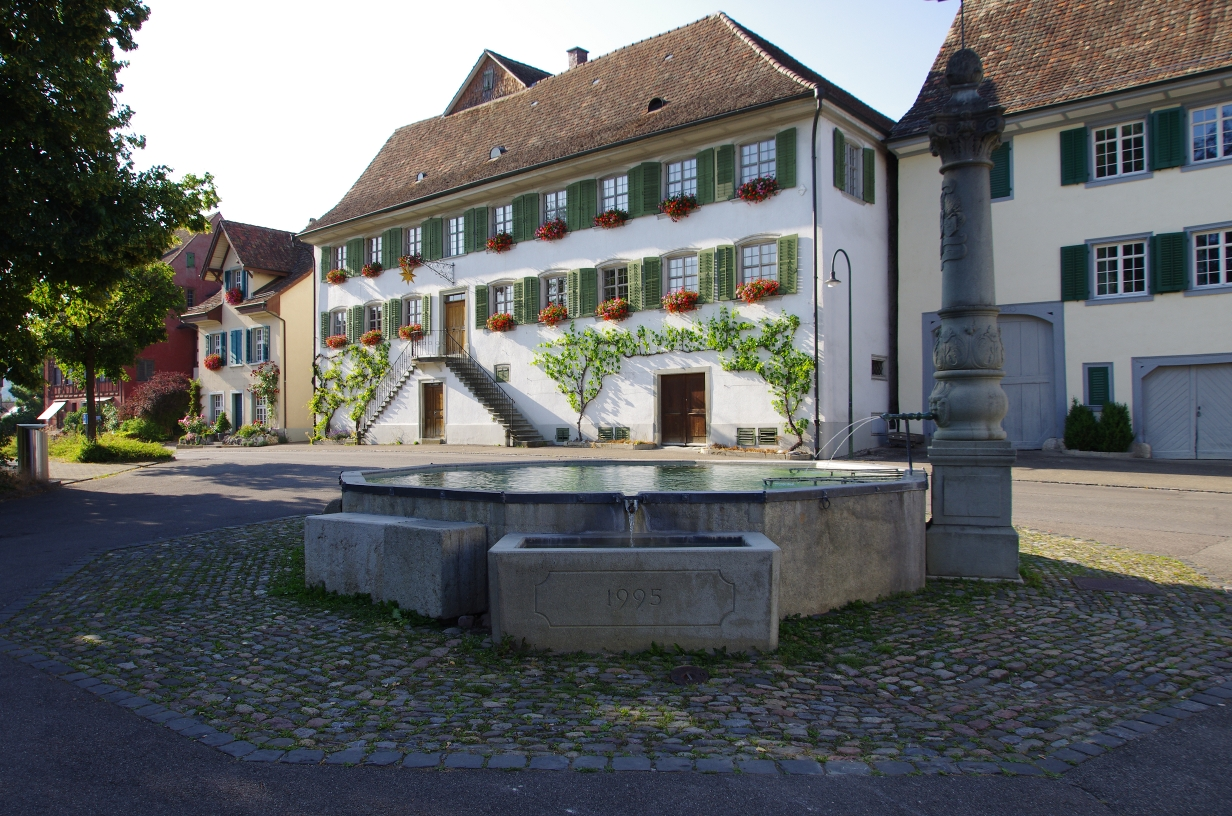
Haus zum Sternen

Das Haus zum Sternen ist ein ehemaliges Gasthaus  und Fachwerkbau aus dem 17. Jahrhundert in der Gemeinde Thayngen im Kanton Schaffhausen. Der ehemalige Gasthof wird heute als Kulturzentrum genutzt. Das Gebäude ist eingetragenes Kulturgut und trägt die Nummer 4474.

## Geschichte
Der «Sternen» wurde 1648 als ein Gasthof in Thayngen erstmals erwähnt. Bis 1659 musste der «Sternen»-Wirt den Lehnszins (Miete) an das Kloster Sankt Blasien abliefern. Dies waren pro Jahr 1 Mut Kernen (damals übliches Mass), 1 Huhn, 5 Kreuzer, sowie 20 Kreutzer an die Schule. 1792 brannte der Gasthof ab, mit ihm «Schwanen», «Krone», 6 Scheunen und 3 Tore.
1929 war der «Sternen» ein Gasthaus. Die Geschichte von Thayngen zitiert, dass der «Sternen» ein Gasthaus der «besseren Herrschaft war». Er war eine so genannte Taverne, die eine höhere Gebühr an den Staat abzuliefern hatte als die gewöhnlichen «Pintinschenken» im Dorf.
Eine Zeit lang wurde der «Sternen» als Standesamt genutzt, er kann noch immer als Traulokal gebucht werden. Heute wird das «Haus zum Sternen» als Kulturzentrum genutzt.

## Stiftung Sternen
Mit Protokoll vom 23. Juni 2009 beschloss man nach langen Diskussionen, die zukünftige Trägerschaft über das «Kulturmuseum Sternen», das alte Einrichtungsstücke zeigt, die zuvor teilweise im Schloss Thayngen ausgestellt waren, einer Stiftung, einem Verein oder einer Genossenschaft zu übertragen. Der «Stiftung Sternen» wird heutzutage, da das Haus kein Gasthof mehr ist und die Kosten nicht selbst decken kann, von der Clientis Spar- und Leihkasse Thayngen und der Schaffhauser Kantonal Bank gesponsert.
Im Ort besteht bereits ein Ortsmuseum mit einer umfangreichen Sammlung im ehemaligen Gasthaus Adler.